# Chupa Chups
Chupa Chups est une marque de sucettes créée en 1958 par l'Espagnol Enric Bernat, actuellement détenue par la société multinationale italo-néerlandaise Perfetti Van Melle. Elle est présente dans plus de 160 pays à travers le monde. Le nom vient du verbe espagnol chupar, qui signifie « sucer ».

## Historique

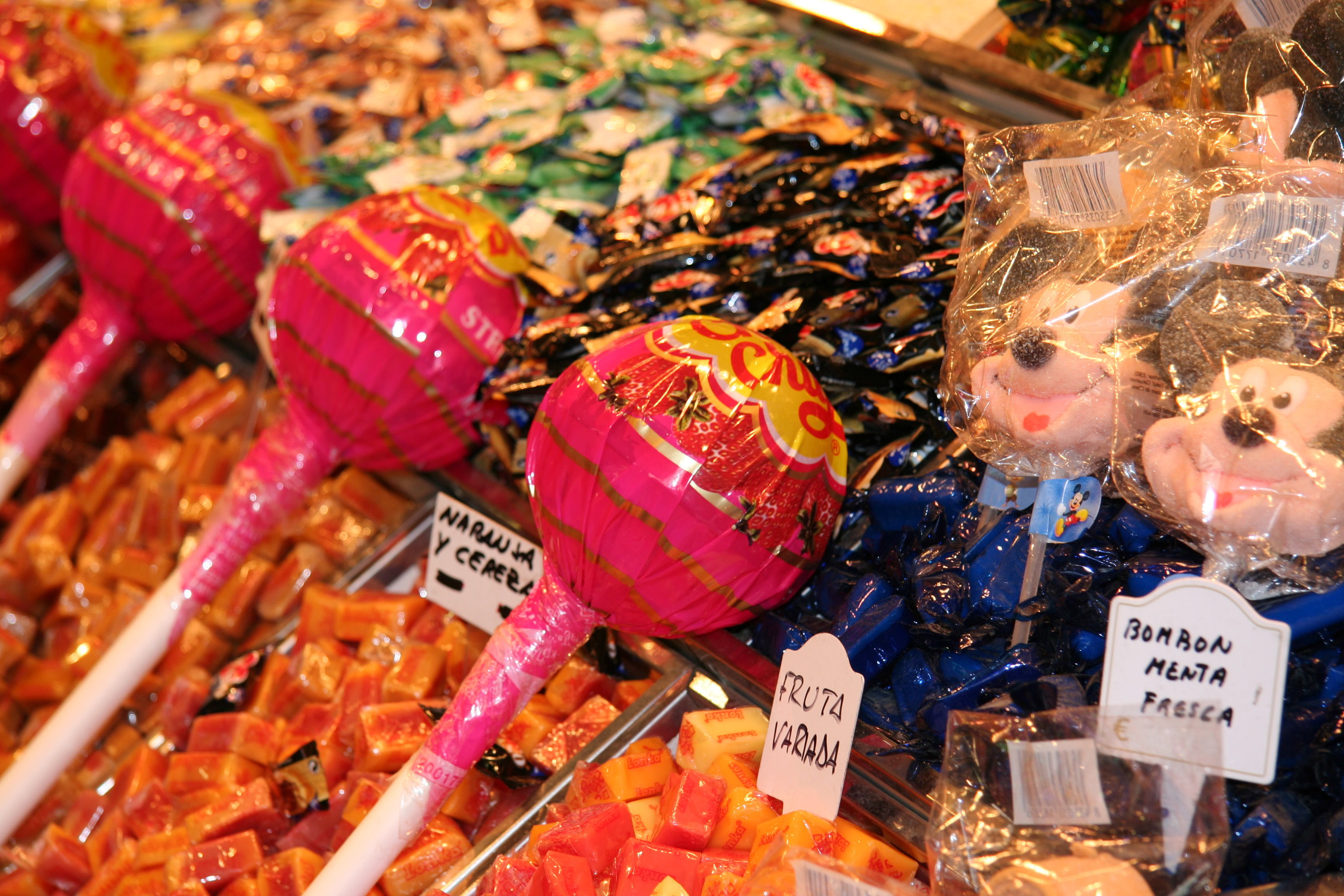
Chupa Chups géantes à Barcelone.

Chupa Chups est une marque de sucettes créée en 1958 par l'Espagnol Enric Bernat, qui voulait créer un bonbon qui ne salisse pas les doigts. Il monta ainsi la petite boule de sucre sur un petit bâtonnet et la nomma Chupa Chups (« suce la sucette »).
Cependant, Enric Bernat la nomma en premier GOL pour sa ressemblance avec un ballon de football et la bouche comme une cage de but. Mais n'étant pas satisfait de ce nom, il engagea une agence publicitaire pour donner un nom plus accrocheur.   
La création du logo fut confiée au célèbre artiste catalan Salvador Dalí en 1969,,. Le premier terme « Chupa » vient du verbe espagnol, chupar qui signifie « sucer » et Chups symbolise le bruit de la sucette sortant de la bouche. En France, il est commercialisé depuis 1973.
En juillet 2006, l’entreprise est intégralement acquise par le groupe italo-néerlandais Perfetti Van Melle.
Pour commercialiser sa sucette, une chanson fut créée dont le refrain disait chupa chupa chupa un chups (en français « suce suce suce une chups »).
En 2015, la marque s'est associée avec Pantone Colorwear pour lancer une collection capsule reprenant les goûts, les couleurs et le logo de la sucette. 
Il existe également une gamme de sodas dérivés.

### Vie du créateur
Enric Bernat est confiseur de profession, il descend d’une famille barcelonaise de fabricants de friandises. Son grand-père avait mis au point le premier bonbon culte en Espagne, une boule de sucre caramélisé. Il reprend l’idée de la boule, et crée cette nouvelle sucette en 1958.
Le créateur des Chupa Chups est décédé le 27 décembre 2003 à son domicile de Barcelone.

## Aspect économique
En 2016, l’entreprise espagnole a fabriqué environ 3,5 milliards de sucettes qui ont été vendues dans le monde, soit près de 400 000 par heure, et proposant plus de 50 parfums. La compagnie possède des usines dans cinq pays et emploie environ 2 000 personnes.